# Yamaha V9958

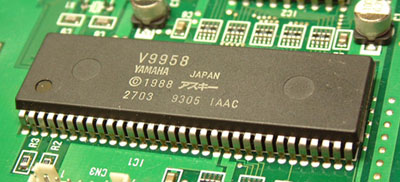
VDP Yamaha V9958.

El Yamaha V9958 es una Graphics Processing Unit (GPU) en encapsulado DIP de 64 pines, utilizada en la tarjeta de 80 columnas TI Image Maker (TIM) para el Texas Instruments TI-99/4A y, principalmente, las familias MSX 2+ y MSX Turbo-R del estándar MSX. Por ello es también conocido como el MSX-Video.
Es el sucesor del Yamaha V9938 (utilizado a su vez en el Geneve 9640 y los MSX2). En general, no fue concebido para ser una muy importante actualización a su predecesor, lo que frenó su utilización. Las principales nuevas prestaciones son tres modos gráficos YJK (con hasta 19268 colores) y registros de desplazamiento horizontal.

## Especificaciones
- Frecuencia de reloj: 21MHz
- Frecuencia de salida de Video: 15KHz
- Sprites: 32, 16 colores (1 por línea), máximo 8 por cada línea horizontal
- Aceleración por hardware para copiar, dibujar líneas, rellenar, etc. Posibilidad de ejecutar esos comandos en modos no-bitmap.
- Capaz de Superimposición y Digitalización
- Scroll Horizontal y vertical por registro
- Resolución: 512 x 212 (16 colores de 512) y 256 x 212 (19268 colores)
- Entrelazado para doblar la resolución vertical
- VRAM: 128 KB + 64 KB de VRAM expandida
- Modos de Color:
  - Paleta RGB: 16 colores de 512
  - RGB fijo: 256 colores
- Modos de pantalla
  - Modos de Texto :
    - T1: 40 x 24 con 2 colores de una paleta de 512
    - T2: 80 x 24 con 4 colores de una paleta de 512
    - Todos los modos de texto pueden tener 26.5 filas.

  - Modos de Patrón
    - G1: 256 x 192 con 16 colores de paleta y 1 tabla de patrones de 8x8 píxeles
    - G2: 256 x 192 con 16 colores de paleta y 3 tablas de patrones de 8x8 píxeles
    - G3: 256 x 192 con 16 colores de paleta y 3 tablas de patrones de 8x8 píxeles
    - MC: 64 x 48 con 16 colores de paleta y patrones de 8x2 píxeles
    - Todos los modos con 192 líneas pueden tener también 212 líneas (de un modo similar 48 → 53 en MC).

  - Modos Bitmap:
    - G4: 256 x 212 con 16 colores en paleta
    - G5: 512 x 212 con 4 colores en paleta
    - G6: 512 x 212 con 16 colores en paleta
    - G7: 256 x 212 con 256 colores fijos
    - Todos los modos con 212 líneas pueden tener también 192 líneas (de un modo similar 48 → 53 en MC).
    - Todas las resoluciones verticales pueden doblarse por Entrelazado

  - Modos YJK (similar a YUV)
    - G7 + YJK + YAE: 256 x 212, 12499 colores + paleta de 16 colores
    - G7 + YJK: 256 x 212, 19268 colores

Tiene todas las habilidades del Yamaha V9938, menos las funciones de soporte de mouse y trackball, que fueron removidas.
Aunque el modo YJK utiliza 15 bits para codificar cada color, con lo que puede tener 32.768 colores ( 2^15 ), un circuito interno de conversión de YJK a RGB para la salida de vídeo sigue la fórmula :
R = Y + J
G = Y + K
B = 5/4*Y – J/2 – K/4
Lo que nos deja 19.268 colores.

## Teminología específica MSX
En los MSX, los modos de pantalla son referidos de acuerdo con su número en el MSX-BASIC :
| Modo en MSX-Basic  | Modo del VDP     | ver. MSX    |
| ------------------ | ---------------- | ----------- |
| Screen 0 (40 col.) | T1               | MSX 1       |
| Screen 0 (80 col.) | T2               | MSX 2       |
| Screen 1           | G1               | MSX 1       |
| Screen 2           | G2               | MSX 1       |
| Screen 3           | MC               | MSX 1       |
| Screen 4           | G3               | MSX 2       |
| Screen 5           | G4               | MSX 2       |
| Screen 6           | G5               | MSX 2       |
| Screen 7           | G6               | MSX 2       |
| Screen 8           | G7               | MSX 2       |
| Screen 10          | G7 con YJK y YAE | MSX 2+ y tR |
| Screen 11          | G7 con YJK y YAE | MSX 2+ y tR |
| Screen 12          | G7 con YJK       | MSX 2+ y tR |